# Razgovori s vječnošću
Razgovori s vječnošću (eng. Conversations with Eternity) je knjiga koju je napisao John Chambers, a sadrži u sebi mnoge bilješke Victora Hugoa.

## Vanjske poveznice
- A Close Look at Conversations with Eternity  Arhivirana inačica izvorne stranice od 12. veljače 2006. (Wayback Machine) - Debunking inaccuracies in the text
- Excerpt from Conversations with Eternity
- Description of Hugo's "channeling" of alchemist Nicholas Flamel